# Manuel Pineda Calderón
Manuel Pineda Calderón (Alcalá de Guadaíra, 25 de noviembre de 1906-ibídem, 30 de diciembre de 1974) fue un escultor e imaginero alcalareño. 

## Biografía
Fue hijo del panadero Francisco Pineda Ojeda (1861-1939) y de Alegría Calderón Díaz (1867-1907). Tenía una hermana mayor, Concepción, y un hermano gemelo, José. Tras la muerte temprana de su madre los niños fueron cuidados por su tía materna, Concepción (1862-1954), y por las criadas Águila García Mancera (conocida como Aguilita) y Concepción García Mora. Nació en la calle La Plata, llamada así por haber un gran número de panaderías, que generaban una gran riqueza. Cuando era niño ayudaba a su padre en la panadería y, en sus ratos libres, realizaba figuritas de pan.
Estudió en el Colegio Salesiano de la localidad. Empezó a aficionarse a la pintura y, posteriormente, a realizar esculturas que vendía a amigos y conocidos. En 1926 llevó a cabo la restauración de la Virgen de Gracia de la iglesia de San Sebastián, y entre 1927 realizó algunos cuadros. En 1927 realizó las figuras del misterio de la Oración en el Huerto, logrando cierta notoriedad y que en 1930 fue sacado en procesión por la Hermandad del Santo Entierro. En la década de 1930 empezó a realizar varias obras de restauración y embellecimiento de la iglesia de San Sebastián.
Manuel tuvo su primera casa y taller en el número 13 de la calle Nuestra Señora del Águila (también conocida como La Mina), en régimen de alquiler.  Posteriormente se trasladó a una casa propia en el número 2 de la calle Conde de Guadalhorce. Esta casa él vivía en la planta alta y la planta baja la alquilaba como pensión. Algunos de los inquilinos fueron jugadores del Sevilla F. C.. En 1960 se trasladó al número 15 de la calle Conde de Guadalhorce.
Su holgada situación económica le permitió realizar viajes por España y a Portugal, Francia, Bélgica, Italia y Marruecos.
En 1936 la iglesia de San Sebastián fue quemada por grupos anticlericales de izquierdas. En este incendio fue destruida la patrona de la localidad, la Virgen del Águila. Los alcalareños Rafael Beca Mateos y su esposa, Salud Gutiérrez Ruiz, encargaron una nueva Virgen del Águila a Manuel Pineda. Por su parte, la hermandad que daba culto a la patrona encargó otra diferente a Antonio Illanes Rodríguez. Esto provocó un conflicto con la hermandad. Por ello, Pineda se llevó su Virgen a su casa de la calle La Mina, donde fue bendecida por el párroco de San Sebastián y venerada por algunos vecinos bajo la advocación de la Virgen del Águila. En 1938 una vela provocó que esta Virgen se quemase parcialmente, siendo salvada por la asistenta Aguilita. Posteriormente, fue restaurada y colocada en la capilla del Bautismo de la iglesia de San Sebastián.
Ambas vírgenes eran veneradas con la misma advocación por dos barrios distintos de la misma localidad, por lo que desde 1951, por Decreto Arzobispal, esa Virgen pasó a tener la advocación de Virgen del Dulce Nombre. La Virgen del Águila realizada por Illanes actualmente se venera en el Santuario del Castillo.
No tuvo discípulos, aunque tuvo a dos ayudantes: Francisco Pascual y José María Cerero. Cerero trabajó con él desde 1946 a 1968, aunque no se le puede considerar discípulo ya que las obras de este escultor son muy diferentes de las de Pineda.
En marzo de 1974 el Ayuntamiento acordó rotular una calle como "Escultor Pineda Calderón". El escultor falleció en diciembre de 1974. Su ataúd fue traslada temporalmente a la capilla de la Virgen del Dulce Nombre, en iglesia de San Sebastián. Posteriormente fue enterrado en el cementerio municipal de San Mateo.
En 1975 el Ayuntamiento y el Consejo Local de Hermandades y Cofradías acordaron colocar una lápida de mármol en la puerta de su última casa con la inscripción:

En esta casa tuvo su taller de imaginero Manuel Pineda Calderón (1906-1974). Alcalareño insigne y hombre ejemplar que con su arte contribuyó a la fe del pueblo católico. El Excmo. Ayuntamiento y el Cosejo Local de Hermandades rinde homenaje a quien dio prestigio nacional a esta ciudad y colocó este mármol para perpetua memoria. Semana Santa de 1975.

En 1981 la Hermandad del Dulce Nombre colocó una lápida de mármol en la capilla de la Virgen del Dulce Nombre con la siguiente inscripción:

A la memoria de nuestro hermano y

paisano Manuel Pineda Calderón que

esculpió la piedad de su vida cristiana

en las imágenes de nuestra Semana

Santa desde su devoción al Dulce

Nombre de María

Año del Señor 1981.

La Junta de Gobierno.

En junio de 1981 la Hermandad del Dulce Nombre, con los permisos oportunos, trasladó el cuerpo de Manuel Pineda desde el cementerio a un sepulcro en esta capilla. En la lápida de su tumba pone:

D.E.P.A.

MANUEL PINEDA CALDERÓN

ESCULTOR

1906-1974

En 2002, por iniciativa de la Hermandad del Dulce Nombre, fue nombrado Hijo Predilecto de Alcalá de Guadaíra.

## Obra
Realizó las siguientes obras:
- 1918. Piedad. Escultura de pequeño formato. Ermita de San Roque. Alcalá de Guadaíra.
- 1926. Restauración de la Virgen de Gracia. Iglesia de San Sebastián. Alcalá de Guadaíra. Destruida en 1936.
- 1927. Figuras del misterio de la Oración en el Huerto. Iglesia de San Sebastián. Alcalá de Guadaíra. Destruidas en 1936.
- 1931. Decoración de la capilla mayor y del retablo. Iglesia de San Sebastián. Alcalá de Guadaíra. Destruida en 1936.
- 1932. Decoración de la capilla de las Ánimas Benditas. Iglesia de San Sebastián. Alcalá de Guadaíra. Destruida en 1936.
- 1932. Decoración de la capilla de Nuestra Señora de los Dolores. Iglesia de San Sebastián. Alcalá de Guadaíra. Destruida en 1936.
- 1933. Decoración de la capilla Bautismal Vieja. Iglesia de San Sebastián. Alcalá de Guadaíra. Destruida en 1936.
- 1933. Virgen de las Rosas. Tabla dorada y pintada. Colección particular.
- 1933. Cristo del Amor. Lora del Río. Colección particular.
- 1937. Virgen del Dulce Nombre. Iglesia de San Sebastián. Alcalá de Guadaíra.
- 1937. Virgen del Águila. Escultura de pequeño formato. Colección particular.
- 1937. Virgen del Águila. Escultura de pequeño formato. Colección particular.
- 1938. Virgen Milagrosa. Iglesia de Nuestra Señora de la Consolación. Cazalla de la Sierra.
- 1938. Niño Jesús. Ermita de Nuestra Señora del Monte. Cazalla de la Sierra.
- 1938. Jesús Nazareno. Ermita de Jesús Nazareno. Hermandad del Silencio. Constantina.
- 1938. Virgen de la Antigua. Iglesia de Nuestra Señora de la Antigua. La Umbría.
- 1938. Virgen Milagrosa. Parroquia de Nuestra Señora del Rosario. Peñarroya.
- 1938. Virgen de los Dolores. Iglesia de Nuestra Señora del Reposo. Hermandad de Jesús Nazareno. Valverde del Camino.
- 1938. Virgen de las Angustias. Iglesia de Santa María Magdalena. Hermandad del Cristo de la Esperanza. Arahal.
- 1939. Restauración de San José. Iglesia de Santa María Magdalena. Dos Hermanas.
- 1939. Virgen Milagrosa. Iglesia de Santa María de la Asunción. Guadalcanal.
- 1939. Virgen de Luciana. Iglesia de Santo Domingo de Guzmán. Terrinches (Ciudad Real).
- 1939. Niño Jesús. Iglesia de San Vicente. Tocina.
- 1940. Virgen de la Amargura. Iglesia de San Sebastián. Hermandad del Cristo del Amor. Alcalá de Guadaíra.
- 1940. Virgen del Rosario. Hermandad de la Vera Cruz. Alcolea del Río.
- 1940. Santa Rita de Casia. Iglesia del Divino Salvador. Cortegana.
- 1940. Virgen de los Dolores. Iglesia de Nuestra Señora de los Dolores. Doña Mencía.
- 1940. Ángel confortador. Iglesia de Santa María Magdalena. Hermandad de la Oración en el Huerto. Dos Hermanas.
- 1941. Virgen de la Soledad. Capilla del Santo Entierro. Hermandad del Santo Entierro. Alcalá de Guadaíra.
- 1941. Restauración de la Inmaculada Concepción. Iglesia de Nuestra Señora de la Asunción. Aracena.
- 1941. Virgen de los Dolores. Hermandad de Jesús Nazareno. Santuario de la Fuensanta. Morón de la Frontera.[14]
- 1942. Cristo yacente. Capilla de la Hermandad del Santo Entierro. Alcalá de Guadaíra.
- 1942. Virgen del Carmen. Iglesia del Divino Salvador. Cortegana.
- 1942. Virgen de los Dolores. Iglesia de San Pedro Apóstol. Hermandad de la Virgen de los Dolores. Nueva Carteya.
- 1942. Crucificado. El Escorial. Colección particular.
- 1942. Santo Domingo de Guzmán. Convento de las Dominicas. Arahal.
- 1943. San Juan Evangelista. Iglesia de San Sebastián. Hermandad del Cristo del Amor. Alcalá de Guadaíra.
- 1943. Santa María Magdalena. Capilla del Santo Entierro. Hermandad del Santo Entierro. Alcalá de Guadaíra.
- 1943. San Juan Evangelista. Capilla del Santo Entierro. Hermandad del Santo Entierro. Alcalá de Guadaíra.
- 1943. Virgen de los Dolores. Iglesia de Santiago. Azuaga.
- 1943. Virgen de los Dolores. Iglesia de Nuestra Señora de la Encarnación. Hermandad de Nuestra Señora de los Dolores. Constantina.
- C. 1944. Rostro de Cristo del paño de la Verónica. Capilla del Santo Entierro. Hermandad del Santo Entierro. Alcalá de Guadaíra.
- 1944. Virgen del Rosario. Iglesia de Santiago. Alcalá de Guadaíra.
- 1944. Sagrado Corazón de Jesús. Iglesia de San Sebastián. Alcalá de Guadaíra.
- 1944. Restauración de Santa Elena. Iglesia de Nuestra Señora de la Consolación. Aznalcóllar.
- 1944. Jesús Nazareno. Iglesia del convento de Madre de Dios. Hermandad de Jesús Nazareno. Cazalla de la Sierra.
- 1944. San Blas. Iglesia del Castillo. Aracena.
- 1945. Cristo yacente. Antiguo convento de San Roque. Arahal.
- 1945. Dos ángeles. Esculturas de pequeño formato. Ayuntamiento de Dos Hermanas.
- 1945. San Juan Evangelista. Iglesia de Nuestra Señora de la Asunción. Hermandad de la Vera Cruz. Mairena del Alcor.
- 1946. San Luis Gonzaga. Solo la cabeza. Colegio de los Salesianos. Alcalá de Guadaíra. Perdida.
- 1946. Decoración de la capilla del sagrario o de la Inmaculada. Iglesia de San Sebastián. Alcalá de Guadaíra.
- 1946. Cristo de la Vera Cruz. Iglesia de Nuestra Señora de la Consolación. Hermandad de la Vera Cruz. Aznalcóllar.
- 1947. Nacimiento de Jesús. Tabla dorada y pintada. Alcalá de Guadaíra. Colección particular.
- 1947. Virgen de la Soledad. Iglesia de San Sebastián. Hermandad de la Vera Cruz. Alhaurín de la Torre.
- 1947. Cristo de la Esperanza. Iglesia de Santa María Magdalena. Hermandad del Cristo de la Esperanza. Arahal.
- 1947. Virgen de la Soledad. Iglesia de Nuestra Señora de la Consolación. Hermandad del Santo Entierro. Aznalcóllar.
- 1947. Virgen de los Dolores. Iglesia del convento de Madre de Dios. Hermandad de Jesús Nazareno. Cazalla de la Sierra.
- 1947. Virgen del Valle. Ermita del Calvario. Hermandad de Jesús Nazareno. Cortegana.
- 1947. Jesús Nazareno. Iglesia de Nuestra Señora del Camino. La Albuera.
- 1947. Virgen de las Lágrimas. Iglesia de la Caridad. Hermandad de la Humildad y Paciencia. Sanlúcar de Barrameda.
- 1948. Seis ángeles para el paso de Cristo. Hermandad del Santo Entierro. Alcalá de Guadaíra.
- 1948. Restauración de San Sebastián. Iglesia de San Juan Bautista. Gandul, Alcalá de Guadaíra.
- 1948. Cristo de la Oración en el Huerto. Iglesia de Santa María Magdalena. Hermandad de la Oración en el Huerto. Dos Hermanas.
- 1948. Jesús Nazareno. Ermita del Calvario. Hermandad de Jesús en el Calvario. Mérida.
- 1948. Virgen de los Reyes. Iglesia de Nuestra Señora de las Nieves. Hermandad de la Virgen de los Reyes. Villanueva del Ariscal.
- 1949. San Agustín. Escultura de pequeño formato. Iglesia de Santiago. Hermandad de Jesús Nazareno. Alcalá de Guadaíra.
- 1949. Cristo del Amor. Iglesia de Nuestra Señora de la Encarnación. Hermandad de San José Obrero. Constantina.
- 1949. Virgen del Rosario. Iglesia de San Pedro Apóstol. Nueva Carteya.
- 1949. Jesús del Gran Poder. Escultura de tamaño menor que la original. Ermita de la Soledad. Hermandad del Gran Poder. Tocina.
- 1949-1950. Saya rosa-malva. Pintura sobre tela. Hermandad del Dulce Nombre de María. Iglesia de San Sebastián. Alcalá de Guadaíra.
- 1950. Restauración del Cristo del Amor. Iglesia de San Sebastián. Hermandad del Cristo del Amor. Alcalá de Guadaíra.
- 1950. Ángel de la Oración en el Huerto. Hermandad de la Oración en el Huerto. Iglesia del Divino Salvador. Cortegana.
- 1950. Virgen de la Soledad. Hermandad del Santo Entierro. Conil de la Frontera.
- 1951. Judas. Real Hermandad y Cofradía Infantil. Mérida.
- 1951. San Mateo. Santuario de Nuestra Señora del Ánguila. Alcalá de Guadaíra.
- 1951. Jesús Nazareno. Iglesia de San José. Baracaldo.
- 1951. Simón de Cirene. Iglesia de San José. Baracaldo.
- 1951. Restauración de Jesús de la Entrada en Jerusalén. Hermandad de Jesús en el Calvario. Mérida.
- 1951. San Juan, hebreo y hebrea de rodillas. Catedral de Santa María la Mayor. Hermandad de Jesús en el Calvario. Mérida.
- 1951. Virgen de Fátima. Iglesia de San Miguel Arcángel. Morón de la Frontera.
- 1951. Virgen del Rosario. Iglesia de Santiago el Mayor. Hermandad del Rosario. Villanueva del Río.
- 1951. Virgen del Rosario en sus misterios dolorosos. Capilla de la Vera Cruz. Hermandad de la Vera Cruz. Viso del Alcor.
- 1951. Virgen de la Amargura. Ermita del Calvario. Hermandad del Santísimo Cristo del Calvario. Mérida.
- 1952. Jesús del Prendimiento. Hermandad del Prendimiento. Mérida.
- 1952. San Antonio de Padua. Tamaño mediano. Iglesia de San Sebastián. Hermandad del Dulce Nombre de María. Alcalá de Guadaíra.
- 1952. San Isidro Labrador. Iglesia de San Sebastián. Alcalá de Guadaíra.
- 1952. Figuras del Descendimiento: Cristo, Virgen de los Dolores, Juan Evangelista, Santos Varones y las Tres María. Iglesia de San José. Baracaldo.
- 1952. Virgen de la Soledad. Iglesia de San José. Baracaldo.
- 1952. Virgen del Rosario. Villanueva de San Juan.
- 1953. San Juan Evangelista. Capilla de Nuestro Padre Jesús del Gran Poder. Hermandad de Jesús del Gran Poder. Dos Hermanas.
- 1953. Cristo del Prendimiento. Real Hermandad y Cofradía Infantil. Mérida.
- 1953. Santos Pedro, Santiago y Juan. Iglesia de Santa María Magdalena. Hermandad de la Oración en el Huerto. Dos Hermanas.
- C. 1954. Decoración y retablo de la capilla mayor. Iglesia de San Sebastián. Alcalá de Guadaíra.
- 1954. Inmaculada Concepción. Bandera concepcionista. Pintura sobre tela. Iglesia de San Sebastián. Hermandad del Cristo del Amor. Alcalá de Guadaíra.
- 1954. Virgen del Carmen. Hermandad de la Virgen del Carmen. Almadén de la Plata.
- 1954. Virgen de la Soledad. Iglesia de San Juan Bautista. Villanueva de San Juan.
- C. 1955. Decoración de la nueva capilla bautismal. Iglesia de San Sebastián. Alcalá de Guadaíra. Destruida en los años 70.
- 1954-1965. Paso de la Virgen de la Virgen del Dulce Nombre. Hermandad del Dulce Nombre de María. Alcalá de Guadaíra.
- 1955. Jesús Cautivo. Iglesia de San Esteban. Hermandad del Cautivo. Alcalá de Guadaíra.
- 1955. Virgen de Valme. Miniatura. Iglesia de Santa María Magdalena. Hermandad de la Virgen de los Dolores. Dos Hermanas.
- 1955. Cuatro Evangelistas para el paso de la Oración en el Huerto. Tamaño pequeño. Hermandad de la Oración en el Huerto. Dos Hermanas.
- 1956. Jesús de la Oración en el Huerto. Hermandad de la Oración en el Huerto. Azuaga.
- 1956. Virgen de la Amargura. Hermandad de los Mineros. Azuaga.
- 1956. Cristo de la Piedad, Virgen de la Piedad, José de Arimatea y Nicodemo. Iglesia de Nuestra Señora del Valle. Hermandad de la Piedad. Ceuta.
- 1956. Virgen de la Amargura. Hermandad de la Amargura. La Línea de la Concepción
- 1957. San Juan Evangelista y las Tres Marías. Iglesia de Nuestra Señora del Valle. Hermandad de la Piedad. Ceuta.
- 1957. San Rafael. Tamaño mediano. Iglesia de San Rafael. Isla Mayor.
- 1957. Cristo Cautivo. Iglesia de Nuestra Señora de Araceli. Villagarcía de la Torre.
- 1957. Virgen de la Amargura. Hermandad del Santo Entierro. Conil de la Frontera.
- 1957. Dos ángeles. Tamaño pequeño. Dos Hermanas.
- 1957. Sagrado Corazón de Jesús. Tamaño mediano. Dos Hermanas. Colección particular.
- 1958. Dos ángeles. Tamaño mediano, para retablo. Iglesia de San Sebastián. Alcalá de Guadaíra.
- 1958. Virgen de la Esperanza. Iglesia de San Sebastián. Hermandad del Cautivo. Alcalá de Guadaíra.
- 1958. Figuras del misterio de la Oración en el Huerto: Jesús, Ángel, Pedro, Santiago y San Juan. Hermandad del Cristo del Amor. Baracaldo.
- 1959. Inmaculada. Tamaño mediano. Arahal. Colección particular.
- 1959. Crucificado. Colección particular.
- 1959. Jesús Nazareno. Santuario de Nuestra Señora de África. Hermandad de Jesús Nazareno. Ceuta.
- 1959. Virgen de la Estrella. Iglesia de Santa María Magdalena. Hermandad de la Borriquita. Dos Hermanas.
- 1959. Virgen de la Amargura. Hermandad del Cristo de los Remedios. Montellano.
- 1959. San Juan Evangelista. Hermandad de Jesús Nazareno. Santuario de la Fuensanta. Morón de la Frontera.[14]
- 1960. Cuatro láminas del Libro de Reglas de la Hermandad del Cristo del Amor. Iglesia de San Sebastián. Alcalá de Guadaíra.
- 1960. Crucificado. Tamaño pequeño. Morón de la Frontera. Colección particular.
- 1960. Nazareno. Tamaño pequeño. Morón de la Frontera. Colección particular.
- 1960. San Juan Evangelista. Iglesia de Santa María Magdalena. Hermandad de la Borriquita. Dos Hermanas.
- 1961. Santiago Apóstol. Iglesia de Santa María Magdalena. Hermandad de la Borriquita. Dos Hermanas.
- 1961. Virgen de Tentudía. Monasterio de Nuestra Señora de Tentudía. Monesterio.
- 1961. Sagrado Corazón de Jesús. Tamaño pequeño. Morón de la Frontera. Colección particular.
- 1961. Virgen de la Amargura. Iglesia de Nuestra Señora de la Consolación. Hermandad del Cautivo. Cazalla de la Sierra.
- 1962. Virgen de las Lágrimas. Capilla de Ánimas. Iglesia de la Purificación. Cofradía del Santo Sepulcro. Puente Genil.
- 1962. Virgen de Loreto. Iglesia de San Francisco de Asís. Hermandad de Loreto. Morón de la Frontera.
- 1962. Cristo de la Vera Cruz. Capilla de San Sebastián. Dos Hermanas.
- 1962. Jesús y borriquita de la Sagrada Entrada en Jerusalén. Iglesia de Santa María Magdalena. Hermandad de la Borriquita. Dos Hermanas.
- 1963. Inmaculada Concepción. Tamaño pequeño. Colección particular.
- 1963. Inmaculada Concepción. Tamaño pequeño. Colección particular.
- 1963. Cuatro ángeles. Capilla del Santo Entierro. Hermandad del Santo Entierro. Alcalá de Guadaíra.
- 1963. Virgen de la Caridad. Iglesia de San Lorenzo. Cádiz.
- 1964. Inmaculada. Tamaño mediano. Iglesia. Lezama de Mena.
- 1964. Virgen del Carmen. Tamaño mediano. Alcalá de Guadaíra. Colección particular.
- 1964. Paso de la Virgen de la Soledad o del Duelo. Capilla del Santo Entierro. Hermandad del Santo Entierro. Alcalá de Guadaíra.
- 1964. Virgen orante. Tabla dorada y pintada. Alcalá de Guadaíra. Colección particular.
- 1965. Virgen de los Dolores. Cuadro. Alcalá de Guadaíra. Colección particular.
- 1965. Dos ángeles. Tamaño pequeño. Alcalá de Guadaíra. Colección particular.
- 1965. Inmaculada. Tamaño pequeño. Alcalá de Guadaíra. Colección particular.
- 1966. Niño hebreo. Iglesia de Santa María Magdalena. Hermandad de la Borriquita. Dos Hermanas.
- 1966. Virgen del Rosario. Real Hermandad y Cofradía Infantil. Mérida.
- 1967. Niño Jesús. Tamaño pequeño. Alcalá de Guadaíra. Colección particular.
- 1967. Jesús de la Oración en el Huerto y ángel confortador. Capilla del Colegio de los Salesianos. Hermandad de la Oración en el Huerto. Alcalá de Guadaíra.
- 1967. Virgen del Rosario. Iglesia de los Remedios. Ceuta.
- 1967. Virgen de los Remedios. Solo las manos. Iglesia de los Remedios. Ceuta.
- 1968. Virgen del Cojín. Tabla dorada y pintada. Alcalá de Guadaíra. Colección particular.
- 1970. San Francisco de Asís. Tamaño pequeño. Ermita de San Roque. Alcalá de Guadaíra.
- 1970. Inmaculada. Alcalá de Guadaíra. Colección particular.
- 1971. Nacimiento de Jesús. Tabla dorada y pintada. Alcalá de Guadaíra. Colección particular.
- Sin fecha. Crucificado. Tamaño pequeño. Alcalá de Guadaíra. Colección particular.